# Joaquim Marques Lisboa
Joaquim Marques Lisboa   (Rio Grande, 13 de desembre de 1807 - Rio de Janeiro, 20 de març de 1897), únic Marquès de Tamandaré, va ser un almirall brasiler. La seva extensa carrera militar es va desenvolupar entre la Guerra d'Independència (1822-1824) i la guerra contra el Paraguai (1864-1870). Fou nomenat Heroi de la Pàtria l'any 2003.

## Biografia
Joaquim Marques Lisboa va ser el desè fill del portuguès Francisco Marques Lisboa (nascut el 1767 a Vila de Famalicão, a l'antiga província d'Estremadura) i d'Eufrásia Joaquina de Azevedo Lima (nascuda a Viamão, Rio Grande do Sul). La família Marques Lisboa es va traslladar al poble de Rio Grande l'any 1800. El príncep Pere va declarar la independència l'any 1822 i va ascendir al tron. En aquest període, Joaquim Lisboa va ingressar a la Marina com a voluntari i als 15 anys va embarcar a la fragata Niterói, comandada per l'almirall John Taylor. Va participar en la lluita contra el general Madeira de Melo a Bahia i en la persecució de la flota portuguesa fins a la desembocadura del Tajo.
Es va incorporar a l'Academia Real de Marina de Rio de Janeiro el gener de 1824, però mig any després va haver d'abandonar els seus estudism quan va esclatar una revolta a Pernambuco (l'anomenada Confederació de l'Equador), on va participar en les operacions navals sota el comandament de Lord Thomas Cochrane. També va participar en la lluita contra les Províncies Unides del Riu de la Plata en la Guerra Cisplatina de 1825 a 1828. Les seves actuacions van permetre'l ascendir ràpidament en l'escalafó militar: amb 20 anys ja era tinent de primera i comandava la goleta Bela Maria. Durant una desafortunada expedició a la Patagònia, el vaixell va ser capturat pels argentins; ell i la tripulació van ser duts a una nau-presó, però van amotinar-se, alliberar-se i fugir cap a Montevideo.
Després va participar en totes les accions navals posteriors de l'armada brasilera, com una nova revolta de setembre de 1831 a Pernambuco; la incipient guerra dels Farrapos de 1835, la revolta de Cabanagem, a Pará (1835-38), la revolta de la Sabinada a Bahia el 1837 i la separació de la seva província natal de São Pedro do Rio Grande do Sul, que a partir d'aleshores va formar la República de Piratini, que només va poder ser reintegrada a l'Imperi després d'una guerra de deu anys.
El 22 d'octubre de 1836 fou ascendit a tinent capità. El 1840 va ser nomenat comandant d'una fragata i ascendit a capità el 1847. El 1848 va rebre la primera fragata híbrida de vapor del Brasil, la Dom Afonso, construïda a Anglaterra. Com a comandant d'aquest vaixell, va dur a terme dues operacions de rescat a l'Atlàntic, que li van valer diverses condecoracions, també de potències estrangeres. Entre 1848 i 1849 va participar en la repressió de la revolta de Praieira a Pernambuco, i va ser nomenat comandant de la flota destacada al delta del Riu de la Plata, però va haver de renunciar a aquest càrrec al cap de poc temps per malaltia. El 1852 va ser ascendit a comodor i va dirigir la capitania del port de Rio de Janeiro, fins que el 1856 va ser ascendit a vicealmirall. L'any 1859 va comandar l'esquadra que va dur l'emperador Pere II a visitar les províncies del nord, i l'any següent l'emperador va atorgar-li el títol de baró.
A la Guerra del Paraguai va comandar totes les operacions navals de la Triple Aliança del Brasil, l'Uruguai i l'Argentina. El 1864 va ordenar a l'almirall Barroso da Silva bloquejar el riu Uruguai i ocupar els ports uruguaians de Salto, Cerro Largo i Paysandú. Això va permetre al general Venancio Flores desembarcar a Montevideo i fer-se amb el govern de l'Uruguai. A finals de 1866 va sol·licitar ser reemplaçat i va tornar a Rio de Janeiro.
Quan va ser ascendit a almirall el 1867, va renunciar al comandament de la flota. En els seus darrers anys va rebre el títol de comte de mans de Pere II, qui el 1888 li va donar el títol de Marquès de Tamandaré. Com a amic íntim de l'emperador i monàrquic, va plorar la seva deposició i la proclamació de la República el 1889. Dos mesos més tard va sol·licitar la seva dimissió, però va romandre en el càrrec com a jutge del Tribunal Suprem Militar, que va mantenir fins uns dies abans de morir a Rio de Janeiro, el 20 de març de 1897. Ell i la seva dona van ser enterrats a la ciutat de Rio de Janeiro. El 1994, les restes van ser traslladades al Panteó Tamandaré, al seu Rio Grande natal.

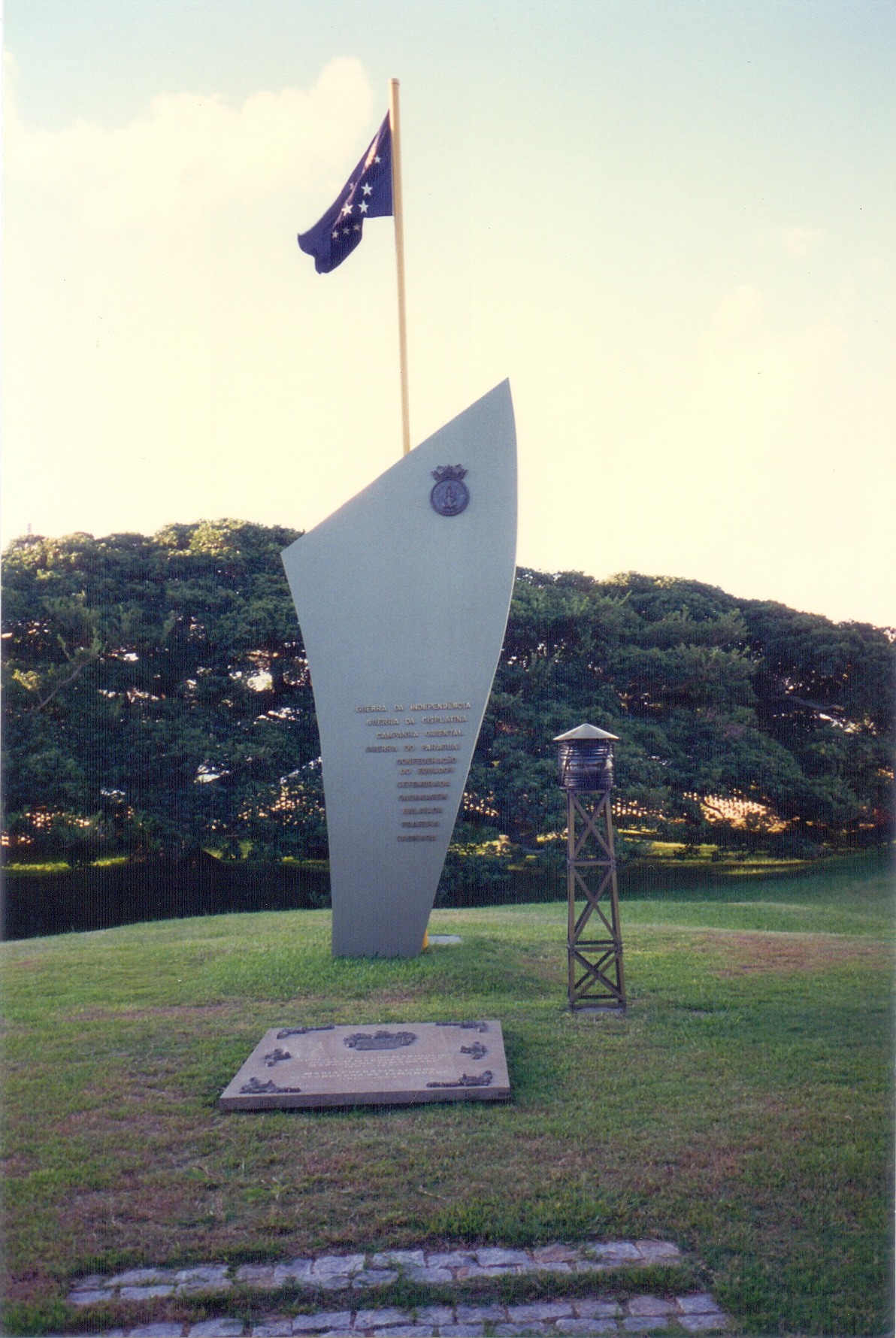
Sepultura del Marquès de Tamandaré a Rio Grande.

## Llegat
L'any 1925, el ministre de la Marina Alexandrino de Alencar, va decretar el 13 de desembre (l'aniversari de l'almirall) com el Dia Nacional del Mariner. Més tard va ser declarat patró de la Marina. La ciutat Almirante Tamandaré, al sud-est de Paraná, porta el seu nom. Per homenatjar-lo, el Brasil va emetre una moneda amb el seu retrat entre 1936 i 1938.
En virtut de la Llei Federal núm.10796/2003, el marquès de Tamandaré va entrar a formar part del Llibre dels Herois i Heroïnes de la Pàtria, un memorial situat a Brasília on es recorda la figura de personalitats que van servir al Brasil en la seva defensa i construcció amb excepcional dedicació i heroisme.